# Nicotiana maritima
Nicotiana maritima är en potatisväxtart som beskrevs av Wheeler. Nicotiana maritima ingår i släktet tobak, och familjen potatisväxter. Inga underarter finns listade i Catalogue of Life.